# Traitor (canção)
"Traitor" é uma canção gravada pela cantora norte-americana Olivia Rodrigo para seu álbum de estreia Sour (2021). Foi escrita por Rodrigo e seu produtor Dan Nigro. A canção foi enviada para rádios mainstream estadunidenses em 10 de agosto de 2021, através da Geffen Records, como o quarto single do álbum.
Antes de ser promovida como single, "Traitor" se tornou uma das favoritas dos fãs e alcançou sucesso comercial como faixa do álbum. Após o lançamento de Sour, "Traitor" chegou ao número nove nos Estados Unidos, número cinco no Reino Unido, e alcançou o top 10 na Austrália, Canadá, Irlanda e Nova Zelândia. A canção também recebeu certificado de prata no Reino Unido e ouro na Austrália, Canadá e Nova Zelândia. A canção recebeu sua primeira performance no filme-concerto de Rodrigo, Sour Prom.

## Antecedentes e lançamento
Após o pequeno sucesso de "All I Want" (2019), a cantora e compositora norte-americana Olivia Rodrigo assinou com a Geffen Records, uma subsidiária da Interscope Records, com a intenção de lançar seu extended play de estreia em 2021. Após o sucesso do single de estreia de Rodrigo "Drivers License", lançado em 8 de janeiro de 2021, ela decidiu que em vez disso queria fazer um álbum de estúdio completo.
Juntamente com o lançamento de seu segundo single "Deja Vu" em 1 de abril de 2021, Rodrigo anunciou que seu primeiro álbum de estúdio, sob o título de espaço reservado *O*R, seria lançado em 21 de maio. No dia 13 de abril, Rodrigo anunciou a capa e o título de seu primeiro álbum de estúdio, Sour. Junto com o anúncio, a lista de faixas foi revelada, e "Traitor" apareceu como segunda faixa no Sour. A canção foi lançada com um lyric video ao lado do álbum em 21 de maio de 2021.
"Traitor" foi enviado para rádios mainstream dos Estados Unidos em 10 de agosto de 2021, como o quarto single de Sour.

## Vídeo musical
Um vídeo musical de "Traitor" foi lançado em 21 de outubro de 2021 e foi dirigido por Olivia Bee.

## Desempenho comercial

### Tabelas semanais
| Tabela musical (2021)              | Melhor posição |
| ---------------------------------- | -------------- |
| Austrália (ARIA)                   | 5              |
| Canadá (Canadian Hot 100)          | 9              |
| Dinamarca (Hitlisten)              | 38             |
| Espanha (PROMUSICAE)               | 71             |
| Estados Unidos (Billboard Hot 100) | 9              |
| Estados Unidos (Mainstream Top 40) | 22             |
| Global 200 (Billboard)             | 7              |
| Grécia (IFPI)                      | 27             |
| Irlanda (IRMA)                     | 3              |
| Lituânia (AGATA)                   | 68             |
| Malásia (RIM)                      | 13             |
| Noruega (VG-lista)                 | 16             |
| Nova Zelândia (Recorded Music NZ)  | 5              |
| Países Baixos (Single Top 100)     | 53             |
| Portugal (AFP)                     | 8              |
| Reino Unido (UK Singles Chart)     | 5              |
| Singapura (RIAS)                   | 11             |
| Suécia (Sverigetopplistan)         | 56             |
| Suíça (Schweizer Hitparade)        | 95             |

## Histórico de lançamento
| Região         | Data                 | Formato(s)        | Gravadora | Ref.         |
| -------------- | -------------------- | ----------------- | --------- | ------------ |
| Estados Unidos | 10 de agosto de 2021 | Rádios mainstream | Geffen    | [ 6 ] [ 28 ] |